# Elena Vorobey
Elena Vorobey (Brest, 5 juin 1967) est une humoriste et actrice russe. 